# Цикл женских турниров ITF 2010 (январь — март)
Цикл женских турниров ITF 2010 (англ. 2010 ITF Women's Circuit) — ежегодный женский тур профессиональных теннисистов, проводимый Международной федерацией тенниса.
Статья содержит результаты первой четверти года — с января по март.

## Расписание

### Легенда
| Призовой фонд |
| 100.000 USD   |
| 75.000 USD    |
| 50.000 USD    |
| 25.000 USD    |
| 10.000 USD    |

### Январь
| Дата начала | Турнир                                               | Чемпионки (Счёт финала)                       | Финалистки                              |
| ----------- | ---------------------------------------------------- | --------------------------------------------- | --------------------------------------- |
| 4 января    | Сент-Мартен, Гваделупа $10,000 — Хард Турнир 2010    | Натали Пикьон 7-6(4) 6-1                      | Ализе Лим                               |
| 4 января    | Сент-Мартен, Гваделупа $10,000 — Хард Турнир 2010    | Бранди Мина Натали Пикьон 4-6 6-1 [10-5]      | Анн-Валери Эвен Бьянка Носелла          |
| 4 января    | Цюаньчжоу, Китай $50,000 — Хард Турнир 2010          | Александра Крунич 6-3 7-5                     | Чжоу Имяо                               |
| 4 января    | Цюаньчжоу, Китай $50,000 — Хард Турнир 2010          | Лю Ваньтин Чжоу Имяо 6-1 6-2                  | Юлия Бейгельзимер Янь Цзы               |
| 11 января   | Глазго, Великобритания $10,000 — Хард(i) Турнир 2010 | Сара Гронерт 2-6 6-2 6-1                      | Юлия Бабилон                            |
| 11 января   | Глазго, Великобритания $10,000 — Хард(i) Турнир 2010 | Виктория Ларрьер Анна Смит 6-4 6-4            | Николь Клерико Лиана-Габриэла Унгур     |
| 11 января   | Ле-Госье, Гваделупа $10,000 — Хард Турнир 2010       | Ализе Лим 6-1 6-2                             | Натали Пикьон                           |
| 11 января   | Ле-Госье, Гваделупа $10,000 — Хард Турнир 2010       | Малу Эйдесгард Ализе Лим 6-1 5-7 [10-3]       | Кайла Риццоло Кэти Ракерт               |
| 11 января   | Пинго, Китай $25,000 — Хард Турнир 2010              | Чжоу Имяо 6-3 6-0                             | Анна Герасиму                           |
| 11 января   | Пинго, Китай $25,000 — Хард Турнир 2010              | Чжань Цзиньвэй Сюй Ифань 6-3 6-1              | Цзи Чуньмэй Лю Ваньтин                  |
| 11 января   | Плантейшн, США $25,000 — Грунт Турнир 2010           | Айла Томлянович 6-3 6-3                       | Юханна Ларссон                          |
| 11 января   | Плантейшн, США $25,000 — Грунт Турнир 2010           | Орели Веди Машона Вашингтон 6-0 6-2           | Хорхелина Краверо Мария Иригойен        |
| 18 января   | Рексем, Великобритания $10,000 — Хард(i) Турнир 2010 | Мона Бартель 6-1 6-1                          | Энн Кремер                              |
| 18 января   | Рексем, Великобритания $10,000 — Хард(i) Турнир 2010 | Мелори Сесил Меган Мултон-Леви 4-6 6-0 [11-9] | Ивета Герлова Луция Кригсманнова        |
| 18 января   | Лутц, США $25,000 — Грунт Турнир 2010                | Мэнди Минелла 6-2 4-6 6-2                     | Джейми Хэмптон                          |
| 18 января   | Лутц, США $25,000 — Грунт Турнир 2010                | Орели Веди Машона Вашингтон 6-3 6-3           | Мария-Фернанда Алвес Флоренсия Молинеро |
| 25 января   | Гренобль, Франция $10,000 — Хард(i) Турнир 2010      | Анаис Лорендон 6-3 6-2                        | Виктория Ларрьер                        |
| 25 января   | Гренобль, Франция $10,000 — Хард(i) Турнир 2010      | Ирина Рамьялизон Виктория Ларрьер 6-3 6-4     | Меллори Сесил Меган Мултон-Леви         |
| 25 января   | Карст, Германия $10,000 — Ковёр(i) Турнир 2010       | Анника Бек 6-2 7-5                            | Одри Берго                              |
| 25 января   | Карст, Германия $10,000 — Ковёр(i) Турнир 2010       | Никола Гойер Лена-Мари Хофманн 6-4 6-4        | Ким-Алице Грайдек Зина Кайзер           |

### Февраль
| Дата начала | Турнир                                                                 | Чемпионки (Счёт финала)                               | Финалистки                             |
| ----------- | ---------------------------------------------------------------------- | ----------------------------------------------------- | -------------------------------------- |
| 1 февраля   | Мальорка, Испания $10,000 — Грунт Турнир 2010                          | Виктория Каменская 7-6(4) 3-6 6-2                     | Гарбинье Мугуруса Бланко               |
| 1 февраля   | Мальорка, Испания $10,000 — Грунт Турнир 2010                          | Виктория Каменская Дарья Кучмина 7-5 6-4              | Фатима Эль Аллами Надя Лаллами         |
| 1 февраля   | Бельфор, Франция $25,000 — Ковёр(i) Турнир 2010                        | Елена Бовина 7-6(3) 5-7 6-4                           | Ромина Опранди                         |
| 1 февраля   | Бельфор, Франция $25,000 — Ковёр(i) Турнир 2010                        | Елена Бовина Ирэна Павлович 6-2 2-6 [10-6]            | Никола Хофманнова Карина Пимкина       |
| 1 февраля   | Берни, Австралия $25,000 — Хард Турнир 2010                            | Арина Родионова 6-1 6-0                               | Ярмила Грот                            |
| 1 февраля   | Берни, Австралия $25,000 — Хард Турнир 2010                            | Джессика Мур Арина Родионова 6-2 6-4                  | Тимея Бабош Анна Арина Маренко         |
| 1 февраля   | Ранчо-Мираж, США $25,000 — Хард Турнир 2010                            | Оливия Санчес 7-5 6-0                                 | Тадея Маерич                           |
| 1 февраля   | Ранчо-Мираж, США $25,000 — Хард Турнир 2010                            | Моника Адамчак Абигейл Спирс 6-3 6-4                  | Людмила Киченок Надежда Киченок        |
| 1 февраля   | Саттон, Великобритания $25,000 — Хард(i) Турнир 2010                   | Андреа Главачкова 6-1 4-6 6-4                         | Мелори Сесил                           |
| 1 февраля   | Саттон, Великобритания $25,000 — Хард(i) Турнир 2010                   | Эйрини Георгату Валерия Савиных 7-5 2-6 [10-8]        | Наоми Кавадей Анна Смит                |
| 8 февраля   | Эйлат, Израиль $10,000 — Хард Турнир 2010                              | Янина Толян 6-1 6-2                                   | Яна Чепелова                           |
| 8 февраля   | Эйлат, Израиль $10,000 — Хард Турнир 2010                              | Мартина Качотти Николь Клерико 6-1 6-3                | Рената Бакиева Янина Даришина          |
| 8 февраля   | Мальорка, Испания $10,000 — Грунт Турнир 2010                          | Гарбинье Мугуруса Бланко 3-6 6-2 6-0                  | Катажина Кава                          |
| 8 февраля   | Мальорка, Испания $10,000 — Грунт Турнир 2010                          | София Квацабая Августа Цыбышева 7-6(6) 6-4            | Бенедетта Давато Инес Феррер-Суарес    |
| 8 февраля   | Вали-ду-Лобу, Португалия $10,000 — Хард Турнир 2010                    | Юлия Майр 6-1 6-1                                     | Мария Жуан Кёлер                       |
| 8 февраля   | Вали-ду-Лобу, Португалия $10,000 — Хард Турнир 2010                    | Эвелин Майр Юлия Майр 6-2 6-1                         | Сандра Мартинович Лиза Сабино          |
| 8 февраля   | Лагуна-Нигел, США $25,000 — Хард Турнир 2010                           | Оливия Санчес 6-3 6-4                                 | Мэнди Минелла                          |
| 8 февраля   | Лагуна-Нигел, США $25,000 — Хард Турнир 2010                           | Анастасия Пивоварова Лаура Зигемунд 6-2 6-3           | Аманда Финк Элизабет Люмпкин           |
| 8 февраля   | Стокгольм, Швеция $25,000 — Хард(i) Турнир 2010                        | Оксана Любцова 6-4 7-5                                | Леся Цуренко                           |
| 8 февраля   | Стокгольм, Швеция $25,000 — Хард(i) Турнир 2010                        | Ксения Милевская Леся Цуренко 6-4 7-5                 | Никола Хофманнова Ивонн Мойсбургер     |
| 8 февраля   | Copa Bionaire Кали, Колумбия $75,000 — Грунт Турнир 2010               | Полона Херцог 6-4 5-7 6-2                             | Мариана Дуке-Мариньо                   |
| 8 февраля   | Copa Bionaire Кали, Колумбия $75,000 — Грунт Турнир 2010               | Эдина Галловиц Полона Херцог 3-6 6-3 10-8             | Эстрелла Кабеса-Кандела Лаура Поус-Тио |
| 8 февраля   | Dow Corning Tennis Classic Мидленд, США $100,000 — Хард(i) Турнир 2010 | Елена Балтача 5-7 6-2 6-3                             | Луция Градецкая                        |
| 8 февраля   | Dow Corning Tennis Classic Мидленд, США $100,000 — Хард(i) Турнир 2010 | Лора Гренвилл Луция Градецкая 7-6(3) 3-6 12-10        | Анна Татишвили Лилия Остерло           |
| 15 февраля  | Албуфейра, Португалия $10,000 — Хард Турнир 2010                       | Эвелин Майр 6-4 6-4                                   | Елица Костова                          |
| 15 февраля  | Милдьюра, США $25,000 — Трава Турнир 2010                              | Кейси Деллакква 7-5 6-0                               | Салли Пирс                             |
| 15 февраля  | Милдьюра, США $25,000 — Трава Турнир 2010                              | Кейси Деллакква Джессика Мур 6-2 7-6(3)               | Ярмила Грот Джада Хоппер               |
| 15 февраля  | Сюрпрайз, США $25,000 — Хард Турнир 2010                               | Абигейл Спирс 6-1 6-2                                 | Куруми Нара                            |
| 15 февраля  | Сюрпрайз, США $25,000 — Хард Турнир 2010                               | Цзи Чуньмэй Сюй Ифань 5-7 6-2 [10-5]                  | Кристина Фузано Кортни Нагль           |
| 22 февраля  | Мадрид, Испания $10,000 — Грунт Турнир 2010                            | Мария-Тереса Торро-Флор 7-5 3-6 6-4                   | Джулия Гатто-Монтиконе                 |
| 22 февраля  | Мадрид, Испания $10,000 — Грунт Турнир 2010                            | Джулия Гатто-Монтиконе Федерика Кверча 5-7 6-4 [10-6] | Бенедетта Давато Инес Феррер-Суарес    |
| 22 февраля  | Портиман, Португалия $10,000 — Хард Турнир 2010                        | Клаудиа Джовине 3-6 6-2 7-6(1)                        | Кики Бертенс                           |
| 22 февраля  | Портиман, Португалия $10,000 — Хард Турнир 2010                        | Юстина Егёлка Барбара Собашкевич 3-6 7-6(6) [10-5]    | Галли де Ваэль Анетт Шюттинг           |
| 22 февраля  | Биберах-на-Рисе, Германия $50,000 — Хард(i) Турнир 2010                | Юханна Ларссон 4-6 6-2 6-2                            | Ромина Опранди                         |
| 22 февраля  | Биберах-на-Рисе, Германия $50,000 — Хард(i) Турнир 2010                | Стефани Коэн-Алоро Селима Сфар 5-7 6-1 [10-5]         | Мона Бартель Кармен Клашка             |

### Март
| Дата начала | Турнир                                                             | Чемпионки (Счёт финала)                              | Финалистки                                   |
| ----------- | ------------------------------------------------------------------ | ---------------------------------------------------- | -------------------------------------------- |
| 1 марта     | Анталья, Турция $10,000 — Грунт Турнир 2010                        | Эвелин Майр 6-4 6-2                                  | Юлия Майр                                    |
| 1 марта     | Анталья, Турция $10,000 — Грунт Турнир 2010                        | Михаэла Похабова Романа Табакова 6-1 6-1 [10-6]      | Диана Марку Симона-Юлия Матей                |
| 1 марта     | Лион, Франция $10,000 — Хард(i) Турнир 2010                        | Анна-Джулия Ремондина 6-1 7-6(0)                     | Анна Коженяк                                 |
| 1 марта     | Лион, Франция $10,000 — Хард(i) Турнир 2010                        | Ольга Брозда Магдалена Кищинская 5-7 6-4 [10-6]      | Елена Богдан Стефани Вонгсюти                |
| 1 марта     | Мадрид, Испания $10,000 — Хард(i) Турнир 2010                      | Элиза Бальзамо 6-1 6-4                               | Александра Каданцу                           |
| 1 марта     | Мадрид, Испания $10,000 — Хард(i) Турнир 2010                      | Элиза Бальзамо Валентина Сульпицио 6-3 7-6(3)        | Неда Козич Марина Шамайко                    |
| 1 марта     | Хэммонд, США $25,000 — Хард Турнир 2010                            | Чжан Шуай 6-2 6-1                                    | Джейми Хэмптон                               |
| 1 марта     | Хэммонд, США $25,000 — Хард Турнир 2010                            | Сюй Ифань Чжоу Имяо 6-2 6-2                          | Кристина Фузано Кортни Нагль                 |
| 1 марта     | Минск, Беларусь $25,000 — Хард(i) Турнир 2010                      | Анна Лапущенкова 6-1 3-6 7-6(2)                      | Леся Цуренко                                 |
| 1 марта     | Минск, Беларусь $25,000 — Хард(i) Турнир 2010                      | Елена Бовина Ирэна Павлович 6-0 6-1                  | Марет Ани Виталия Дьяченко                   |
| 1 марта     | Сидней, Австралия $25,000 — Хард Турнир 2010                       | Ярмила Грот 6-3 6-3                                  | Юрика Сэма                                   |
| 1 марта     | Сидней, Австралия $25,000 — Хард Турнир 2010                       | Кейси Деллакква Джессика Мур Без игры                | Софи Фергюсон Труди Мусгрейв                 |
| 8 марта     | Анталья, Турция $10,000 — Грунт Турнир 2010                        | Михаэла Похабова 6-1 7-5                             | Эвелин Майр                                  |
| 8 марта     | Анталья, Турция $10,000 — Грунт Турнир 2010                        | Диана Энаке Кристина-Андрея Миту 6-7(3) 6-1 [11-9]   | Эвелин Майр Юлия Майр                        |
| 8 марта     | Бухен, Германия $10,000 — Ковёр(i) Турнир 2010                     | Ромина Опранди 6-1 6-3                               | Ирина Бурячок                                |
| 8 марта     | Бухен, Германия $10,000 — Ковёр(i) Турнир 2010                     | Ирина Бурячок Амра Садикович 7-5 6-3                 | Симона Добра Тереза Гладикова                |
| 8 марта     | Дижон, Франция $10,000 — Хард(i) Турнир 2010                       | Анна Пивень 6-4 7-5                                  | Анаис Лорендон                               |
| 8 марта     | Дижон, Франция $10,000 — Хард(i) Турнир 2010                       | Эстелль Гисар Анаис Лорендон 7-5 7-5                 | Ольга Брозда Магдалена Кищинская             |
| 8 марта     | Метепек, Мексика $10,000 — Хард Турнир 2010                        | Макол Харкинс 6-1 6-3                                | Мария-Фернанда Алвес                         |
| 8 марта     | Метепек, Мексика $10,000 — Хард Турнир 2010                        | Аманда Финк Элизабет Люмпкин 6-3 5-7 [10-8]          | Мария-Фернанда Алвес Даниэла Муньос-Галлегос |
| 8 марта     | Клирвотер, США $25,000 — Хард Турнир 2010                          | Юханна Ларссон 7-6(4) 6-0                            | Чжан Шуай                                    |
| 8 марта     | Клирвотер, США $25,000 — Хард Турнир 2010                          | Сюй Ифань Чжоу Имяо 6-4 6-4                          | Алина Жидкова Лаура Зигемунд                 |
| 15 марта    | Амьен, Франция $10,000 — Грунт Турнир 2010                         | Клер де Губернати 6-3 6-3                            | Джулия Гатто-Монтиконе                       |
| 15 марта    | Амьен, Франция $10,000 — Грунт Турнир 2010                         | Ефрат Мишор Ясмина Тинич 7-6(5) 5-7 [10-5]           | Шеразад Бенамар Ализе Лим                    |
| 15 марта    | Анталья, Турция $10,000 — Грунт Турнир 2010                        | Юлия Майр 6-2 6-1                                    | Мария-Тереса Торро-Флор                      |
| 15 марта    | Анталья, Турция $10,000 — Грунт Турнир 2010                        | Даниэлла Хармсен Кики Бертенс 6-2 6-4                | Фатма Аль Набхани Андреа Кох Бенвенуто       |
| 15 марта    | Бат, Великобритания $10,000 — Хард(i) Турнир 2010                  | Катажина Питер 6-2 7-6(6)                            | Ленка Юрикова                                |
| 15 марта    | Бат, Великобритания $10,000 — Хард(i) Турнир 2010                  | Малу Эйдесгард Катажина Питер 6-3 6-2                | Джада Кёртис Анна Фицпатрик                  |
| 15 марта    | Санкт-Петербург, Россия $10,000 — Хард(i) Турнир 2010              | Александра Панова 6-1 7-5                            | Неуза Сильва                                 |
| 15 марта    | Санкт-Петербург, Россия $10,000 — Хард(i) Турнир 2010              | Алёна Сотникова Марина Заневская 7-5 6-3             | Александра Панова Евгения Пашкова            |
| 15 марта    | Ветцикон, Швейцария $10,000 — Ковёр(i) Турнир 2010                 | Амра Садикович 7-5 7-5                               | Нина Цандер                                  |
| 15 марта    | Ветцикон, Швейцария $10,000 — Ковёр(i) Турнир 2010                 | Ксения Кнолль Амра Садикович 6-4 7-6(5)              | Симона Добра Тереза Гладикова                |
| 15 марта    | Форт-Уолтон-Бич, США $25,000 — Хард Турнир 2010                    | Шанель Схеперс 7-5 7-5                               | Софи Фергюсон                                |
| 15 марта    | Форт-Уолтон-Бич, США $25,000 — Хард Турнир 2010                    | Юханна Ларссон Шанель Схеперс 2-6 7-6(4) [10-7]      | Кристина Фузано Кортни Нагль                 |
| 15 марта    | Ирапуато, Мексика $25,000 — Хард Турнир 2010                       | Моника Адамчак 7-6(5) 2-6 6-2                        | Мисаки Дои                                   |
| 15 марта    | Ирапуато, Мексика $25,000 — Хард Турнир 2010                       | Мария Иригойен Флоренсия Молинеро 6-7(3) 6-2 [10-7]  | Лена Литвак Наталья Рыжонкова                |
| 22 марта    | Анталья, Турция $10,000 — Грунт Турнир 2010                        | Валентина Ивахненко 6-3 6-0                          | Михаэла Бузарнеску                           |
| 22 марта    | Анталья, Турция $10,000 — Грунт Турнир 2010                        | Юлия Бейгельзимер Анна Герасиму Без игры             | Михаэла Бузарнеску Алёнка Губачек            |
| 22 марта    | Каир, Египет $10,000 — Грунт Турнир 2010                           | Тина Шихтль 7-5 7-5                                  | Лусия Кервера                                |
| 22 марта    | Каир, Египет $10,000 — Грунт Турнир 2010                           | Яна Яндова Доминика Канакова 6-2 6-2                 | Ивана Кинг Ализе Лим                         |
| 22 марта    | Фуджейра, ОАЭ $10,000 — Хард Турнир 2010                           | Фатма Аль Набхани 7-6(1) 6-1                         | Катерина Авдиенко                            |
| 22 марта    | Фуджейра, ОАЭ $10,000 — Хард Турнир 2010                           | Фатма Аль Набхани Магали де Латтре 2-6 7-6(5) [10-8] | Мартина Качотти Николь Клерико               |
| 22 марта    | Гонесс, Франция $10,000 — Грунт(i) Турнир 2010                     | Ирина Курьянович 6-0 6-3                             | Джулия Гатто                                 |
| 22 марта    | Гонесс, Франция $10,000 — Грунт(i) Турнир 2010                     | Одри Берго Ирина Курьянович 6-3 6-3                  | Фернанда Фариа Паула Кристина Гонсалвес      |
| 22 марта    | Кофу, Япония $10,000 — Хард Турнир 2010                            | Сатиэ Исидзу 1-6 6-1 6-0                             | Акико Ёнэмура                                |
| 22 марта    | Кофу, Япония $10,000 — Хард Турнир 2010                            | Маки Арай Сэйко Окамото 6-4 6-4                      | Сихо Хисамацу Майко Иноуэ                    |
| 22 марта    | Помеция, Италия $10,000 — Грунт Турнир 2010                        | Мартина Карегаро 6-1 6-1                             | Элоиса Компостисо                            |
| 22 марта    | Помеция, Италия $10,000 — Грунт Турнир 2010                        | Стефания Кьеппа Лиана Унгур 7-6(3) 4-6 [10-7]        | Андрея Вайдяну Эрика Дзанкетта               |
| 22 марта    | Джерси, Великобритания $25,000 — Хард Турнир 2010                  | Юханна Ларссон 6-2 6-3                               | Анна Смит                                    |
| 22 марта    | Джерси, Великобритания $25,000 — Хард Турнир 2010                  | Марет Ани Анна Смит 7-5 6-4                          | Ярмила Грот Мелани Саут                      |
| 22 марта    | Москва, Россия $25,000 — Хард(i) Турнир 2010                       | Анна Лапущенкова 6-4 6-2                             | Елена Куликова                               |
| 22 марта    | Москва, Россия $25,000 — Хард(i) Турнир 2010                       | Нина Братчикова Ирэна Павлович 6-7(4) 6-2 [10-3]     | Людмила Киченок Надежда Киченок              |
| 22 марта    | Наманган, Узбекистан $25,000 — Хард Турнир 2010                    | Ксения Палкина 3-6 6-4 6-4                           | Анна Пивень                                  |
| 22 марта    | Наманган, Узбекистан $25,000 — Хард Турнир 2010                    | Кристина Антонийчук Ксения Лыкина 6-3 5-7 [10-8]     | Каролина Косиньская Ленка Винерова           |
| 29 марта    | Анталья, Турция $10,000 — Грунт Турнир 2010                        | Валентина Ивахненко 6-3 7-6(5)                       | Даниэлла Хармсен                             |
| 29 марта    | Анталья, Турция $10,000 — Грунт Турнир 2010                        | Михаэла Бузарнеску Далия Зафирова 7-6(1) 7-5         | Вероника Хвойкова Мартина Кубичикова         |
| 29 марта    | Каир, Египет $10,000 — Грунт Турнир 2010                           | Шанель Симмондс 2-6 6-3 7-5                          | Тина Шихтль                                  |
| 29 марта    | Каир, Египет $10,000 — Грунт Турнир 2010                           | Ивета Герлова Луция Кригсманнова 6-4 6-3             | Галина Фокина Элина Гасанова                 |
| 29 марта    | Нанкин, Китай $10,000 — Хард Турнир 2010                           | Дуань Инъин 6-4 7-6(6)                               | Лю Ваньтин                                   |
| 29 марта    | Нанкин, Китай $10,000 — Хард Турнир 2010                           | Лю Ваньтин Чжао Ицзин 6-0 6-4                        | Лу Цзясян Си Ли                              |
| 29 марта    | Пелем, США $25,000 — Грунт Турнир 2010                             | Эдина Галловиц 6-2 6-0                               | Айла Томлянович                              |
| 29 марта    | Пелем, США $25,000 — Грунт Турнир 2010                             | Меллори Сесил Джейми Хэмптон 6-4 6-3                 | Чжань Цзиньвэй Николь Криз                   |
| 29 марта    | Ханты-Мансийск, Россия $50,000 — Ковёр(i) Турнир 2010              | Анна Лапущенкова 6-2 6-2                             | Людмила Киченок                              |
| 29 марта    | Ханты-Мансийск, Россия $50,000 — Ковёр(i) Турнир 2010              | Александра Панова Ксения Первак 7-6(7) 2-6 [10-7]    | Людмила Киченок Надежда Киченок              |
| 29 марта    | Турнир Кончиты Мартинес Монсон, Испания $75,000 — Хард Турнир 2010 | Анастасия Екимова 6-4 4-6 6-3                        | Зузана Кучова                                |
| 29 марта    | Турнир Кончиты Мартинес Монсон, Испания $75,000 — Хард Турнир 2010 | Александра Дулгеру Тамарин Танасугарн 6-2 6-0        | Яюк Басуки Риза Заламеда                     |